# Hồ Nhựt Tân

Ảnh chụp Hồ Nhựt Tân khi tham gia tranh cử.

Hồ Nhựt Tân (? – ?) biệt hiệu Thất Sơn Cư Sĩ, là bác sĩ y học cổ truyền và chính khách Việt Nam Cộng hòa, đồng thời là một trong ba ứng cử viên tham gia cuộc bầu cử tổng thống năm 1961.
Hồ Nhựt Tân từng tham gia phong trào dân tộc chống thực dân Pháp, nghỉ hưu vào thập niên 1950 rồi sau chuyển sang hành nghề y học cổ truyền. Ông đã ngoài 70 tuổi khi ra tranh cử Tổng thống Việt Nam Cộng hòa năm 1961. Ứng cử viên trong liên danh của Hồ Nhựt Tân, Nguyễn Thế Truyền vốn là chính khách cánh tả trẻ tuổi từng tích cực trong các hoạt động dân tộc chủ nghĩa.